# 森木靖泰
森木 靖泰（もりき やすひろ、1963年9月25日 - ）は、日本のメカニックデザイナー、プロップデザイナー、キャラクターデザイナー、イラストレーター、漫画家。 愛媛県松山市出身。

## 人物
愛媛県立松山南高等学校砥部分校デザイン科卒業。
高校時代は松山市内の自宅から往復40km自転車通学をしていた。
玩具デザインを経て、スタジオぴえろへのデザインの持ち込みをきっかけに、テレビアニメ『星銃士ビスマルク』でデザイナーとしてデビュー。長岡康史や堀井久美と共に所属していたスタジオエックスを経て、その後はフリーランスで活動中。また、一時期はプレックスのデザイナーとして、『超人機メタルダー』をはじめとするバンダイ関連の商品デザインにも携わっていた経歴を持ち、ライターの赤星政尚に企画者104へ紹介され、東映特撮のキャラクターデザインに携わるようにもなる。
子供のころからヒーローよりも怪人を愛好し、自身で考えた怪人の絵をノートに描いており、怪人デザイナーはそのころからの夢であったと述べている。小学校高学年ごろからは『マジンガーZ』の影響でロボットも描くようになった。
カラーイラストはCG彩色が全盛となった後でもマーカーを用いている。

## 参加作品
特筆のないものはすべてメカニックデザインとして参加。

### テレビアニメ
1984年
- 星銃士ビスマルク

1985年
- 忍者戦士飛影

1994年
- 魔法騎士レイアース（デザインワークス）

1995年
- バーチャファイター（デザインワークス）

1996年
- 名探偵コナン（デザインワークス）
- 機動戦艦ナデシコ

1998年
- ジェネレイターガウル（ジェネレイターデザイン）

1999年
- 神八剣伝（サブメカデザイン）
- 星界の紋章
- 魔装機神サイバスター

2000年
- 星界の戦旗

2001年
- 星界の戦旗II
- スクライド（デザインワークス）
- 電脳冒険記ウェブダイバー（コンセプトデザイン）

2002年
- おねがい☆ティーチャー
- G-onらいだーす♥
- 十二国記（クリーチャーデザイン）
- 超重神グラヴィオン

2003年
- ソニックX（メカキャラクターデザイン）
- 神魂合体ゴーダンナー!!（デザインワークス）
- D・N・ANGEL（プロップデザイン）

2004年
- 超重神グラヴィオンZwei
- ゆめりあ

2005年
- ガラスの仮面（デザインワークス）

2006年
- 恋する天使アンジェリーク 〜心のめざめる時〜（メカニカルデザイン）
- 機神咆吼デモンベイン（スペシャルメカデザイン）
- D.Gray-man（デザインワークス）

2007年
- キスダム -ENGAGE planet-（デザインワークス）
- 機神大戦ギガンティック・フォーミュラ（ギガンティックデザイン）

2008年
- 北斗の拳 ラオウ外伝 天の覇王（デザインワークス）
- ゴルゴ13（SDR2デザイン）
- 天体戦士サンレッド（『気象戦隊ウェザースリー』メカデザイン）

2010年
- Angel Beats!（プロップデザイン）
- 俺の妹がこんなに可愛いわけがない（『ジャスティーン』メカデザイン）

2011年
- カードファイト!! ヴァンガード（デザインワークス）
- いつか天魔の黒ウサギ（ゲストモンスターデザイン）
- ベン・トー（プロップデザイン）
- 真剣で私に恋しなさい!! - クッキー5メカデザイン

2012年
- 超速変形ジャイロゼッター（ジャイロゼッターデザイン）
- 獣旋バトル モンスーノ（メカ・プロップデザイン）
- 八犬伝―東方八犬異聞―（デザインワークス）

2013年
- 銀河機攻隊 マジェスティックプリンス（GDFメカデザイン）
- ルパン三世 princess of the breeze 〜隠された空中都市〜（プロップデザイン）
- アラタカンガタリ〜革神語〜（デザインワークス）

2014年
- デート・ア・ライブII（メカデザイン）
- アカメが斬る!（帝具・プロップデザイン）
- トリニティセブン（クリーチャーデザイン）

2015年
- VENUS PROJECT -CLIMAX-（メカデザイン）

2016年
- アクティヴレイド -機動強襲室第八係-（メカデザイン）
- ファンタシースターオンライン2 ジ アニメーション（メカ・プロップデザイン）
- CHEATING CRAFT（ゲストメカデザイン）
- ディバインゲート（メカ・プロップデザイン）
- ナースウィッチ小麦ちゃんR（怪人デザイン）
- ばくおん!!（デザインワークス）
- ハンドレッド（メカデザイン）
- D.Gray-man HALLOW（デザインワークス）
- バトルスピリッツ 烈火魂（スピリットデザイン）
- バトルスピリッツ ダブルドライブ（スピリットデザイン、メカデザイン）

2017年
- チェインクロニクル 〜ヘクセイタスの閃〜（デザインワークス）
- 鬼平（料理作画監督）
- 異世界食堂（プロップデザイン）
- 少女終末旅行（美術設定）
- カードファイト!! ヴァンガードG Z（ユニットデザイン）
- 妹さえいればいい。（料理作画監督）

2018年
- Phantom in the Twilight（デザインワークス）
- あかねさす少女（クラッターデザイン）
- たくのみ。（料理作画監督）

2019年
- エガオノダイカ（メカプロップデザイン）
- ルパン三世 グッバイ・パートナー（メカ作画監督）
- ナカノヒトゲノム【実況中】（料理作画監督）
- ACTORS -Songs Connection-（プロップ作画監督）
- デート・ア・ライブIII（メカデザイン）
- Z/X Code reunion（美術設定）

2020年
- 乙女ゲームの破滅フラグしかない悪役令嬢に転生してしまった…（作画監督）

2021年
- 装甲娘戦機（ミメシスデザイン）
- ゲッターロボ アーク（プロップデザイン）
- 闘神機ジーズフレーム

2022年
- 怪人開発部の黒井津さん（ヒーローデザイン）
- デート・ア・ライブIV（メカデザイン）

2024年
- 最弱テイマーはゴミ拾いの旅を始めました。（作画監督）
- ハズレ枠の【状態異常スキル】で最強になった俺がすべてを蹂躙するまで（クリーチャーデザイン）
- 勇気爆発バーンブレイバーン（料理作画監督）
- デート・ア・ライブV（メカデザイン）

2025年
- 俺は星間国家の悪徳領主!（メカデザイン）

### OVA
1987年
- 破邪大星ダンガイオー（デザイン協力）
- LILY-C.A.T.（美術メカデザイン）

1988年
- 冥王計画ゼオライマー
- 吸血姫美夕（モンスターデザイン）
- 沙羅曼蛇
- 沙羅曼蛇 瞑想のパオラ

1989年
- エンゼルコップ
- 沙羅曼蛇 ゴーファーの野望

1990年
- 冒険!イクサー3

1992年
- 幻想叙譚エルシア
- 三毛猫ホームズの幽霊城主（プロダクションデザイン）
- D-1 DEVASTATOR（デバステイターデザイン）

1993年
- 超時空世紀オーガス02（デザインワークス）

1994年
- マーズ（神体デザイン）

1998年
- 真ゲッターロボ 世界最後の日（原画）

2002年
- こすぷれCOMPLEX（プロップデザイン）
- 遙かなる時空の中で-紫陽花ゆめ語り-（モンスターデザイン）

2005年
- 星界の戦旗III

2007年
- 装甲騎兵ボトムズ ペールゼン・ファイルズ（デザインワークス）

### 劇場アニメ
1991年
- サイレントメビウス（デザインワークス）

1992年
- サイレントメビウス2（デザインワークス）

1997年
- 名探偵コナン 時計じかけの摩天楼（サブキャラクターデザイン）

1998年
- 機動戦艦ナデシコ -The prince of darkness-
- 名探偵コナン 14番目の標的（デザインワークス）

2005年
- 名探偵コナン 水平線上の陰謀　(メカニックデザイン)

2007年
- 劇場版 NARUTO -ナルト- 疾風伝（クリーチャーデザイン）

2010年
- いばらの王 -King of Thorn-（設定開発協力）

2012年
- マクロスFB7 オレノウタヲキケ!（怪鳥デザイン）

2015年
- UFO学園の秘密

2018年
- 宇宙の法—黎明編—
- 劇場版 のんのんびより ばけーしょん（原画）

2021年
- 機動戦士ガンダム 閃光のハサウェイ（メカニカルデザイン原案、作画監督補佐〈料理作監〉）

時期未発表
- 機動戦士ガンダム 閃光のハサウェイ キルケーの魔女（メカニカルデザイン原案）

### Webアニメ
- ガンダムビルドダイバーズRe:RISE（2020年、メカニックデザイン）
- バトルスピリッツ 赫盟のガレット（2020年、スピリットデザイン）
- バトルスピリッツ ミラージュ（2021年、スピリットデザイン）

### ゲーム
- サクラ大戦シリーズ

1992年
- 機甲装神ヴァルカイザー
- 超攻合神サーディオン

1996年
- 新スーパーロボット大戦（オリジナルメカデザイン）

2000年
- スーパーロボット大戦α（オリジナルメカデザイン）

2002年
- D.U.O. 〜song for all〜（メカ&小物設定）

2005年
- Master of Epic -The ResonanceAge Universe-（プロップデザイン）

### 特撮
すべてキャラクターデザインとして参加。
1986年
- 超新星フラッシュマン

1987年
- 超人機メタルダー

1988年
- 世界忍者戦ジライヤ
- 超獣戦隊ライブマン

1991年
- 鳥人戦隊ジェットマン

1992年
- 特捜エクシードラフト

1995年
- 超力戦隊オーレンジャー
- 重甲ビーファイター

1996年
- ビーファイターカブト

1999年
- 救急戦隊ゴーゴーファイブ

2000年
- 未来戦隊タイムレンジャー

2004年
- 特捜戦隊デカレンジャー

2012年
- 特命戦隊ゴーバスターズ

2014年
- 烈車戦隊トッキュウジャー

### 漫画
- サイレントメビウス - 妖魔デザイン
- イクサー1 黄金の戦士 - デザインワークス
- 甲猟館 - 著[17]
- 姫神ガジェット - 魔神ガジェットデザイン
- 機動戦士ガンダムF90 ファステストフォーミュラ - メカニックデザイン

### 小説
- 機動戦士ガンダム 閃光のハサウェイ - モビルスーツデザイン
- 電脳惑星 - 挿絵
- 超人機メタルダー「狼たちの宴」 - 挿絵

### その他
- 面白懐かし人気ゲーム99の秘密 - 著（青柳宇井郎や南原順と共同） ISBN 4-576-97131-X